# Le Mari, la Femme et le Voleur
Le Mari, la Femme et le Voleur est la quinzième fable du livre IX de Jean de La Fontaine situé dans le second recueil des Fables de La Fontaine, édité pour la première fois en 1678.

## Texte de la Fable
Un Mari fort amoureux,

              Fort amoureux de sa Femme,

Bien qu'il fût jouissant , se croyait malheureux.

         Jamais œillade de la Dame,

         Propos flatteur et gracieux,

         Mot d'amitié, ni doux sourire,

         Déifiant le pauvre Sire,

N'avaient fait soupçonner qu'il fût vraiment chéri.

         Je le crois, c'était un mari.

         Il ne tint point à l'hyménée

         Que content de sa destinée

         Il n'en remerciât les Dieux ;

         Mais quoi ? Si l'amour n'assaisonne

         Les plaisirs que l'hymen nous donne,

         Je ne vois pas qu'on en soit mieux.

Notre épouse étant donc de la sorte bâtie,

Et n'ayant caressé son Mari de sa vie,

Il en faisait sa plainte une nuit. Un Voleur

         Interrompit la doléance.

         La pauvre femme eut si grand'peur

         Qu'elle chercha quelque assurance

         Entre les bras de son Époux.

Ami Voleur, dit-il, sans toi ce bien si doux

Me serait inconnu. Prends donc en récompense

Tout ce qui peut chez nous être à ta bienséance ;

Prends le logis aussi. Les voleurs ne sont pas

         Gens honteux, ni fort délicats :

Celui-ci fit sa main. J'infère de ce conte

         Que la plus forte passion

C'est la peur : elle fait vaincre l'aversion,

Et l'amour quelquefois ; quelquefois il la dompte ;

         J'en ai pour preuve cet amant

Qui brûla sa maison pour embrasser sa Dame,

         L'emportant à travers la flamme.

         J'aime assez cet emportement ;

Le conte m'en a plu toujours infiniment :

         Il est bien d'une âme Espagnole,

         Et plus grande encore que folle.
— Jean de La Fontaine, Fables de La Fontaine, Le Mari, la Femme et le Voleur, texte établi par Jean-Pierre Collinet, Fables, contes et nouvelles, Gallimard, « Bibliothèque de la Pléiade », 1991, p. 374